# Lajos Szentgáli
Lajos Szentgáli   (Budapest, 7 de juny de 1932 - Budapest, 2 de novembre de 2005) fou un atleta hongarès, especialista en curses de mig fons, que va competir durant la dècada de 1950.
Durant la seva carrera esportiva va prendre part en dues edicions dels Jocs Olímpics d'Estiu, el 1952, a Hèlsinki, i el 1956, a Melbourne. En ambdues ocasions quedà eliminat en sèries en les proves que disputà del programa d'atletisme.
En el seu palmarès destaca una medalla d'or en la prova dels 800 metres del Campionat d'Europa d'atletisme de 1954. En la final superà a Lucien De Muynck i Audun Boysen i aconseguí el rècord del campionat. També guanyà dues medalles d'or en els 800 metres al Festival Mundial de la Joventut i els Estudiants: el 1954 i 1955. Guanyà onze campionats nacionals, sis d'ells en els 800 metres (1954, 1956, 1957, 1958, 1959 i 1961) i un en els 1.500 metres (1961). El seu temps de 1' 47.1" en aconseguit el 1954 en els 800 metres fou rècord nacional fins a 1980.

## Millors marques
- 400 metres. 48.0" (1955)
- 800 metres. 1' 47.1" (1954)
- 1.500 metres. 3' 43.0" (1961)[1]